# Rock uruguayen
Genres dérivés
Candombe, murga
Le rock uruguayen désigne le rock interprété par des groupes et artistes uruguayens. Il diffère des autres styles, car il est généralement influencé par les genres musicaux du pays, tels que le candombe et la murga uruguayenne, et de la région de Río de la Plata, tels que le tango et la milonga. De cette fusion rythmique en découle le rock uruguayen, un style musical qui a acquis une identité propre au fil des ans.

## Histoire

### Débuts (1950-1975)

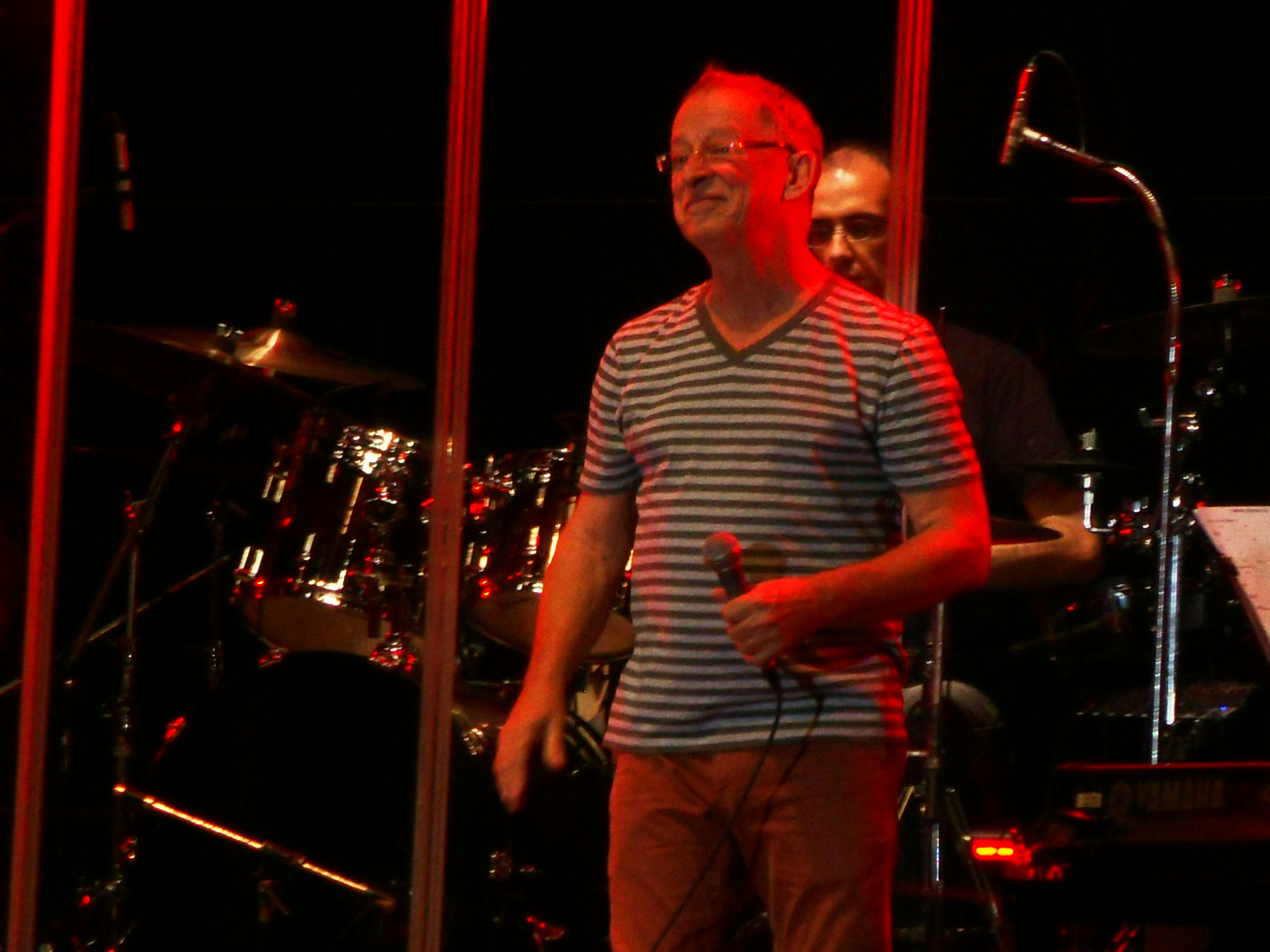
Hugo Fattoruso, considéré comme l'un des pionniers du rock uruguayen, ici le 15 décembre 2013.

Les premiers groupes de rock uruguayens émergent dans les années 1950, faisant suite au mouvement rock 'n' roll qui a émergé aux États-Unis, et qui est venu jusqu'en Uruguay, à la radio et au cinéma avec des artistes comme Buddy Holly, Carl Perkins, Chuck Berry, Elvis Presley et Little Richard. À cette période, Bill Haley and His Comets se rendent à Montevideo, et se produisent au Cine Plaza. Les premiers groupes de rock uruguayens surgissent durant ces années en réponse à ce phénomène international. Des groupes se forment où beaucoup n’ont pas réussi à se populariser. En 1953, les frères Croatto de La Paz forment le groupe Los TNT inspiré par le pop rock italien naissant.
Dans les années 1960, la scène rock uruguayenne se concrétise. Il comprend désormais des groupes comme Los Delfines, Kano y los Bulldogs, Los Iracundos, Los Shakers, Los Mockers, Sexteto Electrónico Moderno, El Kinto, Los Moonligths, et Sindykato.
Le duo Hugo et Osvaldo Fattoruso insatisfaits des événements de leur groupe Los Shakers en Amérique du Sud, cherchent à élargir leur horizon musical, et décident de mêler jazz et candombe, et partent pour New York où ils forment Opa en 1969 pour enregistrer les albums Goldenwings et Magic Time.
Déjà dans les années 1970 et dans les moments les plus popularisés à travers des albums et des performances des groupes et artistes apparaissent : Eduardo Mateo, Opa, Totem, Psiglo, Opus Alfa, Días de Blues, Hojas, Grupo Génesis, Jesus Figueroa, SOS Rubén Rada, Urbano Moraes, Gastón Ciarlo, Carlos Canzani, Grupo 03, Siddhartha, José Pedro Beledo, Luz Roja, Jaime Roos, Eduardo Darnauchans, Heber Piriz, et Jorginho Gularte , entre autres.

### Dictature (1973-1985)
Le rock uruguayen décline alors qu'une spirale de violence motivée par un système dictatorielle décide de changer la société de telle sorte que le rock est laissé de côté ; ainsi nait la dictature civico-militaire uruguayenne entre 1973 et 1985. Le jeune public et l'intelligentsia se retrouvent dans l'incapacité de jouer du rock afin de manifester leur non-conformité, ce qui évolue vers des chants populaires et des manifestations musicales plus folkloriques, telles que la murga et le candombe.
La dictature ne diabolisait pas directement le rock (au-delà duquel elle censurait ponctuellement des chansons ou groupes), mais était indirectement contre son développement. Vers ces années-là émergent le compositeur et interprète de Jaime Roos, le soliste Rubén Rada, Alfonso Carbone, Tabaré Couto, Daniel Renna, Pablo De León et Aldo Silva. Jorge Avegno, Luis Eduardo, Henry Mullins, Lulo Loureiro et Ulises Cambre sont également considérés comme des DJ.

### Boom (1985-1990)
Après la chute de la dictature, une véritable explosion de groupe émerge dans le pays, la plupart étant punks : LSD, Guerrilla Urbana, Insurrección, Indios Muertos, et Los Invasores, etc. Les plus à succès sont Los Estómagos, Traidores, Los Tontos, El Cuarteto de Nos, La Chancha, Los Vidrios, ZERO, Neoh 23 et Tabaré Rivero avec La Tabaré Riverock Banda. Tous jouaient dans de grands festivals de Montevideo entre 1986 et 1988, partageant la scène avec des groupes internationaux comme les groupes argentins Sumo, Fito Páez et La Torre, le groupe brésilien Legião Urbana, et le groupe chilien Los Prisioneros.

### Revers (1991-1996)
Au début des années 1990, nombre de groupes perent en popularité et commencent à se dissoudre. Les raisons de cette régression ne sont pas complètement comprises.